# Chà vá chân đỏ
Voọc Chà vá chân đỏ hay còn gọi là Voọc Chà vá chân nâu (Pygathrix nemaeus) thuộc họ Khỉ Cựu Thế giới (để phân biệt với loài khỉ tân thế giới), và là loài có màu sắc rực rỡ nhất trong số các loài linh trưởng.
Từ "Voọc" trong tiếng Việt có nghĩa là "khỉ". Loài voọc này còn có nhiều tên gọi (địa phương) khác như Voọc ngũ sắc, Khỉ chú lính, Giáo hoàng, Dọc, Hoa, Giấu đầu hở đuôi. Đây là loài khỉ sinh sống, ăn và ngủ trên các cành cây trong rừng và hoạt động vào ban ngày. Chà vá chân nâu là loài khỉ ăn lá đặc hữu của vùng Đông Dương, chủ yếu phân bố ở Việt Nam, Lào và một phần nhỏ ở Đông Bắc Campuchia. Hiện nay chúng là một trong những động vật quý hiếm cần được bảo vệ.

## Lịch sử
Chà vá chân nâu được giới khoa học biết đến từ năm 1771 và ghi nhận xuất xứ từ "Cochin-China" nhưng lúc bấy giờ chúng được coi như một nhóm gồm ba phân loài: P. nemaeus nemaeus, P. nemaeus cinerea, và  P. nemaeus nigripes. Mãi đến cuối thế kỷ 20 giới khoa học mới sắp xếp lại và kết luận rằng chúng là một loài riêng, mang tên P. nemaeus.

## Phân bố và sinh cảnh sống
Thế giới:  khu vực Đông Dương gồm Việt Nam, Nam Lào và phần nhỏ thuộc Đông Bắc Campuchia.
Việt Nam: chỉ phân bố từ tỉnh Nghệ An đến Kon Tum.

## Hình thái
Voọc chà vá chân nâu là loài có màu sắc rực rỡ nhất trong các loài linh trưởng. Chúng được biết mệnh danh là "nữ hoàng linh trưởng" cũng bởi vẻ ngoài xinh đẹp và độc đáo. Từ đầu gối đến mắt cá chân của Voọc chà vá chân nâu giống như "đôi tất dài màu nâu đỏ", cẳng tay trước của chúng như được phủ một lớp găng tay trắng. Bàn tay và đôi chân lại có màu đen. Voọc chà vá chân nâu có vành râu quai nón màu trắng và thường của con đực sẽ rậm rạp hơn. Đuôi dài màu trắng và có cụm lông trắng ở phía cuối. Phần bụng và lưng có màu xám. Bộ lông trên cơ thể là tổng hợp hài hòa của 5 màu đen, xám, trắng, nâu đỏ, cam nên còn được gọi là voọc ngũ sắc.
Cá thể trưởng thành có trọng lượng cơ thể  trung bình ở con đực và con cái tương ứng 11 kg và 8,44 kg. Kích thước thân trung bình khoảng 61 cm ở con đực và 55 cm ở con cái. Đuôi thuôn và dài 55–76 cm. Ở con đực có hai túm lông trắng ở hai góc phía trên gốc đuôi hình tam giác.
Cả ba loại chà vá nói chung (Pygathrix nemaeus, Pygathrix cinerea và Pygathrix nigripes) có thân lông xám với vết lông trắng ở mông. Lông vai và tay màu đen. Lông trên đầu màu xám nhưng có một vành đen phía trên trán. Chúng có vành râu quai nón màu trắng trong khi phía cổ thì lông màu dà, hung đỏ. Mắt chúng hơi xếch. Tay chà vá dài hơn chân. Đuôi dài, sắc lông trắng.
Khác biệt giữa ba loại chà vá là lông từ mông trở xuống. Chà vá chân đỏ, như tên đặt cho chúng, có cặp chân màu nâu đỏ. Hai cánh tay cũng xám. Chúng có họ rất gần với chà vá chân xám trong khi chà vá chân đen theo giảo nghiệm thì có họ xa hơn.

## Tập tính

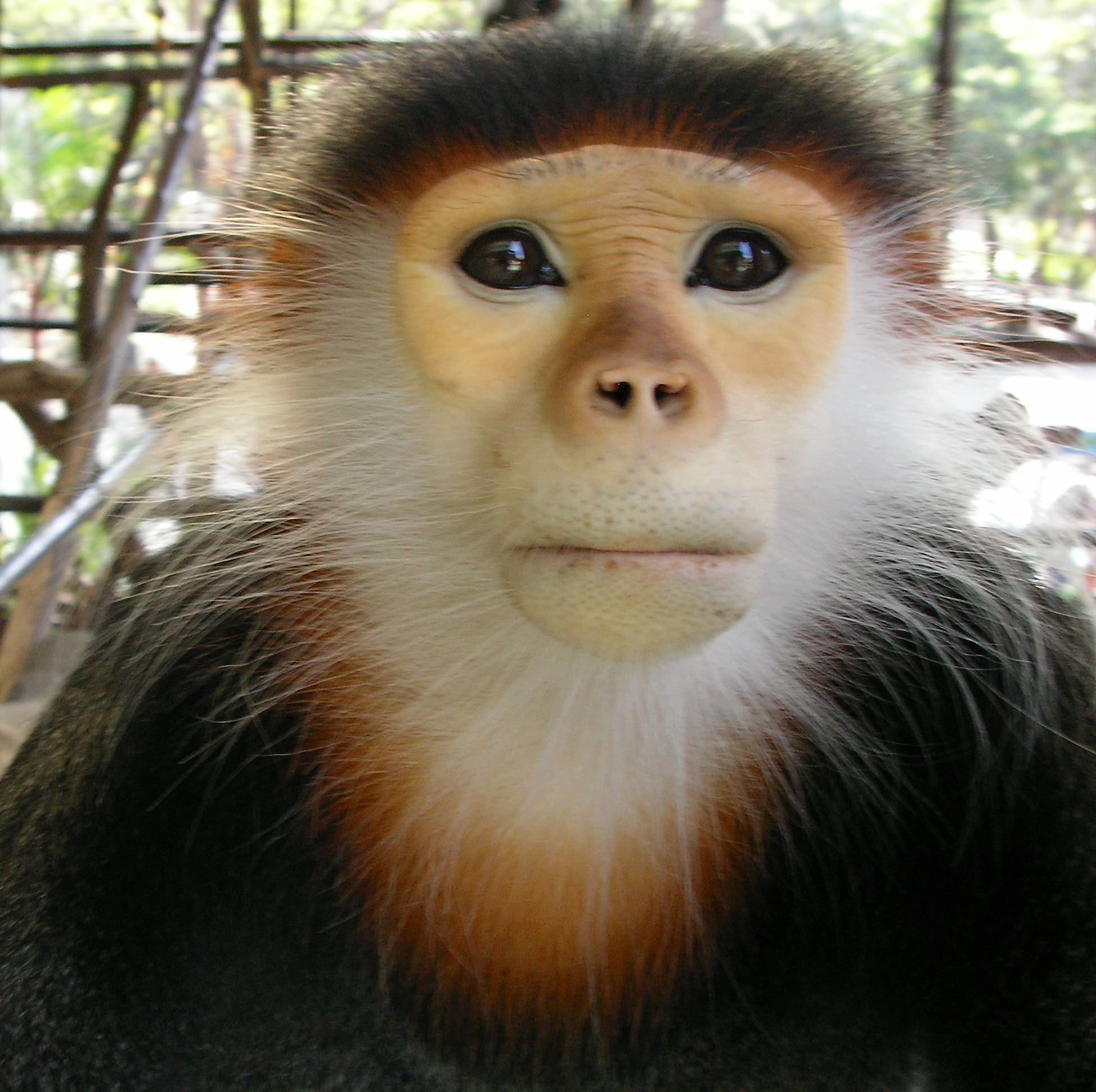
Cận cảnh một con chà vá chân đỏ

Voọc, giống như các loài khỉ khác, thích sống bầy đàn. Chúng sống trong nhóm từ 4 đến 15 con nhưng đã từng ghi lại được nhóm lên tới 50 con. Một nhóm thường có một hoặc vài con đực và trung bình sẽ có hai con cái nếu có một con đực. Cả con cái và con đực đều biết vị trí của mình trong đàn và con đực thường có vị trí cao hơn con cái. Cả con đực và con cái cuối cùng rồi sẽ rời khỏi đàn nơi chúng được sinh ra.
Giống các loài khác thuộc họ Khỉ cựu thế giới, đuôi của chúng không dùng để cầm nắm. Đuôi chỉ được sử dụng cho một mục đích duy nhất là cân bằng. Chúng dùng tay và chân để di chuyển trong rừng. Một khi đã bắt đầu di chuyển cả nhóm sẽ được dẫn dắt bởi con đực đầu đàn, với những con đực trẻ ở phía sau, con cái và con non an toàn ở giữa. Loài voọc này sống trên cao, chúng di chuyển ở trên các tán rừng. Chúng rất nhanh nhẹn và thường có thể nhảy tới 6 mét (20 feet), với cánh tay dang rộng qua đầu, chúng đẩy chi dưới về phía trước và tiếp đất bằng 2 chân.
Bình thường, chà vá chân nâu sẽ di chuyển một cách ồn ào từ cành này sang cành khác qua khu rừng, đi qua các tán cây, nhảy nhót trên các cành và nhún nhảy bằng 2 chân cùng lúc, thể hiện khả năng giữ cân bằng tuyệt vời của mình. Nhưng khi có biến, bởi kẻ săn mồi hay những mối nguy hiểm khác, chúng có thể chạy trốn một cách yên lặng qua những cành cây, ra xa khỏi mối nguy hiểm. Nếu chúng giật mình, chúng có thể kêu lớn, nháo nhác quanh các cành cây. Nhưng ngược lại với những lần di chuyển ồn ã, chà vá dành phần lớn thời gian để ăn trong yên lặng, tiêu hóa đống thức ăn, liu diu ngủ và chải lông cho nhau.
Loài khỉ này giao tiếp thông qua biểu cảm khuôn mặt. Nó như một màn biểu diễn khuôn mặt với cái miệng há rộng, răng nhe ra và cằm hướng về phía trước. Thỉnh thoảng, chúng nhắm mắt, quờ quạng nhau mà không để tâm tới mối nguy hiểm khi ở trên các cành cao. Cái nhìn chằm chằm thể hiện sự đe dọa. Mặt nhăn nhó, miệng mở rộng và răng nhe ra cho thấy thái độ tuân phục sau khi bị nhìn chằm chằm. Biểu hiện này cũng thường thấy khi chúng bắt đầu chài lông cho nhau và chơi đùa. Chà vá chân nâu gầm gừ ở âm vực thấp, thể hiện sự đe dọa và kêu ré lên khi phải chịu đau.
Về tập tính giao phối và sinh sản, hiện chưa có đầy đủ thông tin mô tả quá trình này ngoài tự nhiên. Các quan sát và nghiên cứu trong môi trường nuôi nhốt ghi nhận: trước khi giao phối, cả con đực và con cái đều ra dấu hiệu bằng cách giơ cằm ra, lông mày nhếch cao và đầu cúi xuống. Con cái sẽ di chuyển trước, cắm mặt xuống cành cây, mắt nhìn vào con đực đã chọn. Con đực sẽ quay lại nhìn thẳng và có thể quay đi tìm nơi mà nó cho là phù hợp để giao phối.
Giai đoạn giao phối diễn ra từ tháng 8 đến tháng 12. Giai đoạn mang thai kéo dài trong khoảng từ 165 đến 190 ngày, con cái sẽ sinh một con non vừa đúng trước mùa quả chín. Sinh đôi thường rất hiếm. Con non khi chào đời mắt đã mở to và bám vào mẹ một cách bản năng. Voọc con mới sinh có lông vàng cam, mặt màu đen, từ 8 - 24 tháng tuổi  màu lông và màu mặt mới chuyển dần sang màu sắc của con trưởng thành. Trong môi trường nuôi nhốt, những thành viên khác trong nhóm cũng chăm sóc con non và những con cái khác có thể còn cho nó bú. Một nghiên cứu đã ghi nhận: con non được nhận nuôi sẽ do hai con cái và một con đực trong đàn chăm sóc. Con cái có thể bắt đầu giao phối khi đủ 4 tuổi trong khi con đực phải mất từ 4-5 năm. Vòng đời của chúng dài khoảng 25 năm.

## Thức ăn
Thức ăn của chúng chủ yếu bao gồm lá cây nhiều chất xơ. Thuộc phân loài Colobinae hay loài khỉ ăn lá, chúng có dạ dày to chia làm các túi chứa vi sinh giúp tách cellulose trong lá cây qua quá trình lên men, điều này khiến cho bụng của loài chà vá luôn phồng lên. Chúng cũng hay ợ do khí thải ra từ quá trình lên men này. Chà vá chân nâu thích ăn những lá non, nhỏ và mềm nhưng cũng thích hoa quả như quả sung, nụ, cuống lá, hoa và hạt. Chúng lấy được đủ chất lỏng và protein chúng cần từ thức ăn mà không cần phải xuống tận mặt đất để uống nước. Loài khỉ này ăn tới 50 loại thực vật khác nhau nhưng không ăn thịt loài động vật nào. Thói quen ăn uống bừa bãi và hỗn tạp của chúng đã làm rơi nhiều thức ăn xuống mặt đất: là khô, quả chưa chín hoặc hoa quả quá chín. Chúng ăn một cách hòa bình bên cạnh nhau, chia sẻ thức ăn mà không tranh giành. Thường thì chúng chia sẻ một tán lá, chúng dùng tay tách tán lá đó ra chia cho nhau, đây là một hành động hào hiệp mà hiếm loài Khỉ cựu thế giới nào có.

## Tình trạng nguy cấp
Voọc chà vá chân nâu được xếp hạng Rất Nguy cấp (CR) trong Sách đỏ Thế giới IUCN (2021.1) và EN - Nguy cấp trong Sách Đỏ Việt Nam cũng như trong danh sách bị cấm buôn bán toàn cầu của CITES.. Pháp luật Việt Nam nghiêm cấm săn bắt, buôn bán voọc chà vá chân nâu dưới mọi hình thức (Nghị định 64/2019/ NĐ-CP của Chính phủ).
Săn bắt và mất môi trường sống là nguyên nhân làm số lượng chủng quần của vọoc suy giảm nghiêm trọng. Người dân các địa phương thường săn bắn loài này làm thực phẩm hoặc nấu cao để sử dụng như một loại thuốc gia truyền. Ngoài ra, voọc chà vá chân nâu còn được bán để nuôi làm cảnh hoặc làm thú nhồi bông. Hiện nay môi trường sống của loài ngày càng bị phân tán và thu hẹp do nạn khai thác gỗ và chuyển đổi đất rừng thành đất nông nghiệp, công nghiệp và xây dựng.
Số lượng: Hiện tại chưa có đánh giá toàn bộ số lượng cá thể của loài này ở trên 3 nước và cả trên nước Việt Nam. Tại Sơn Trà, Đà Nẵng, nơi tập trung một số lượng lớn voọc chà vá chân nâu có thể quan sát dễ dàng ngoài tự nhiên, nghiên cứu mới nhất của trung tâm GreenViet (2017)  với số lượng là khoảng 1300 cá thể. Kết quả nghiên cứu công bố năm 2018 của Trung tâm Bảo tồn Thiên nhiên Việt cho thấy quần thể lớn nhất hiện nay có thể phân bố tại Khu Dự trữ thiên nhiên Động Châu - Khe Nước Trong với 280 đàn, số lượng kiểm đếm từ 3.640-4.060 cá thể. Ngoài ra, ở Việt Nam, có một quần thể lớn voọc chà vá chân nâu đang sinh sống tại vườn quốc gia Phong Nha - Kẻ Bàng (Quảng Bình), Khu Bảo tồn thiên nhiên Bắc Hướng Hóa (Quảng Trị).
.